# Yoru no kurage wa oyogenai
Yoru no kurage wa oyogenai (jap. 夜のクラゲは泳げない), w skrócie YoruKura (jap. ヨルクラ) – oryginalny serial anime wyprodukowany przez studio Doga Kobo z okazji 50. rocznicy jego powstania i wyreżyserowany przez Ryōheia Takeshitę. Seria była emitowana od kwietnia do czerwca 2024. Adaptacja mangowa zilustrowana przez Niko Fujii ukazuje się w serwisie Magazine Pocket wydawnictwa Kodansha od kwietnia 2024.

## Fabuła
Cztery dziewczyny, Yoru Umitsuki, ilustratorka, która przestała rysować; Nonoka Tachibana, była idolka pragnąca udowodnić swój talent wokalny; Nox Ryūgasaki, samozwańcza „najsilniejsza” VTuberka; oraz Kimura-chan, tajemnicza kompozytorka wspierająca swoją ulubioną osobę, tworzą anonimową grupę artystyczną o nazwie JELEE.

## Bohaterowie

### JELEE
Mahiru Kōzuki (jap. (光月 まひる Kōzuki Mahiru) / Yoru Umitsuki (jap. (海月 ヨル Umitsuki Yoru)
Seiyū: Miku Itō 
Kano Yamanouchi (jap. (山ノ内 花音 Yamanouchi Kano) / Nonoka Tachibana (jap. (橘 ののか Tachibana Nonoka)
Seiyū: Rie Takahashi 
Kiui Watase (jap. (渡瀬 キウイ Watase Kiui) / Nox Ryūgasaki (jap. (竜ヶ崎 ノクス Ryūgasaki Nokusu)
Seiyū: Miyu Tomita 
Mei „Kim Anouk” Takanashi (jap. (高梨・キム・アヌーク・めい Takanashi „Kimu Anūku” Mei) / Kimura-chan (jap. (木村ちゃん)
Seiyū: Miyuri Shimabukuro 

### Przemysł rozrywkowy
Shizue Baba (jap. 馬場 静江 Baba Shizue) / Miiko (jap. (みー子 Mīko)
Seiyū: Sumire Uesaka 
Mero Setō (jap. (瀬藤 メロ Setō Mero)
Seiyū: Miho Okasaki 
Momoko Yanagi (jap. (柳 桃子 Yanagi Momoko)
Seiyū: Yukina Shuto 
Akari Suzumura (jap. (鈴村 あかり Suzumura Akari)
Seiyū: Sally Amaki 
Yukine Hayakawa (jap. (早川 雪音 Hayakawa Yukine)
Seiyū: Yūko Kaida 

## Produkcja i wydanie
24 marca 2023 studio Doga Kobo ogłosiło, że zajmuje się produkcją oryginalnego serialu anime zatytułowanego Yoru no kurage wa oyogenai, którego premiera zaplanowana jest na 2024 rok, a jego historia rozgrywać się będzie w Shibuyi. Później trzy kolejne serie materiałów promocyjnych zostały wydane odpowiednio 12 maja, 28 lipca i 23 października 2023. Według reżysera Ryōheia Takeshity, filmy promocyjne zostały wyprodukowane w live action, głównie dlatego, że nie chciał on obciążać zasobów związanych z produkcją serialu, a częściowo też dlatego, że chciał spróbować stworzyć coś w live action. 1 listopada 2023 ukazał się jego pierwszy w pełni animowany film promocyjny, ogłoszono obsadę i ekipę produkcyjną odpowiedzialną za serial, a także datę premiery w kwietniu 2024. 7 lutego 2024 ukazał się film promocyjny, a premiera serialu miała miejsce 7 kwietnia.
Przedpremierowy pokaz pierwszych dwóch odcinków odbył się 3 marca 2024 w Marunouchi Piccadilly w Tokio i był transmitowany na żywo w czterech kinach, odpowiednio w Saitamie, Aichi, Osace i Miyazaki.

## Manga
Adaptacja w formie mangi zilustrowanej przez Niko Fujii ukazuje się w serwisie Magazine Pocket wydawnictwa Kodansha od 7 kwietnia 2024.
| Nr | Data wydania (język japoński) | ISBN (język japoński)  |
| -- | ----------------------------- | ---------------------- |
| 1  | 16 maja 2024                  | ISBN 978-4-06-535541-1 |
| 2  | 17 lipca 2024                 | ISBN 978-4-06-536131-3 |
| 3  | 17 września 2024              | ISBN 978-4-06-536770-4 |
| 4  | 17 grudnia 2024               | ISBN 978-4-06-537439-9 |

## Light novel
Na podstawie serii powstała light novel napisana przez Yūki Yaku i zilustrowana przez popman3580, która ukazywała się od 20 maja do 18 lipca 2024 nakładem wydawnictwa Shōgakukan pod imprintem Gagaga Bunko.
| Nr | Data wydania (język japoński) | ISBN (język japoński)  |
| -- | ----------------------------- | ---------------------- |
| 1  | 20 maja 2024                  | ISBN 978-4-09-453191-6 |
| 2  | 18 czerwca 2024               | ISBN 978-4-09-453194-7 |
| 3  | 18 lipca 2024                 | ISBN 978-4-09-453200-5 |